# 苹果醋

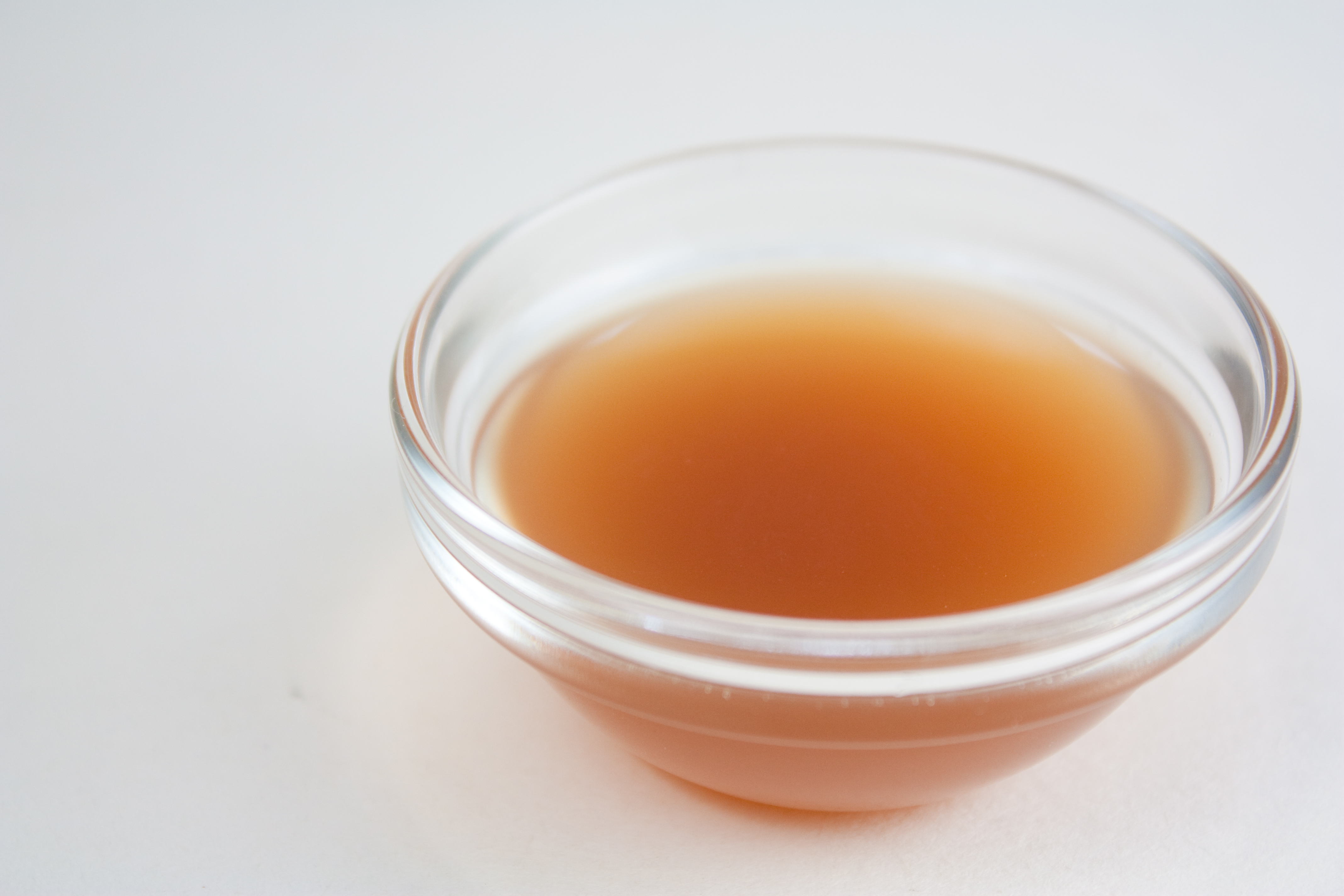
苹果醋

苹果醋是一种由发酵的苹果汁制成的醋，  苹果醋是沙拉酱、油醋汁、防腐剂和酸辣酱的原料之一。 苹果醋含有94%的水和5%的乙酸以及1%的碳水化合物，而且不含脂肪或蛋白质，微量营养素的含量也非常少，少到可以忽略不計。100 克（mL）的蘋果醋含有22卡路里的热量。 